# Pachuquilla, Veracruz
Pachuquilla är en ort i Mexiko.   Den ligger i kommunen Puente Nacional och delstaten Veracruz, i den sydöstra delen av landet, 260 km öster om huvudstaden Mexico City. Pachuquilla ligger 364 meter över havet och antalet invånare är 608.
Terrängen runt Pachuquilla är kuperad västerut, men österut är den platt. Runt Pachuquilla är det ganska tätbefolkat, med 78 invånare per kvadratkilometer. Närmaste större samhälle är Rinconada, 13,8 km norr om Pachuquilla. Trakten runt Pachuquilla består till största delen av jordbruksmark.